# Milburn (Cumbria)
Milburn is een civil parish in het bestuurlijke gebied Eden, in het Engelse graafschap Cumbria. In 2001 telde het dorp 171 inwoners.